# Двуречная
Двуре́чная (укр. Дворічна) — посёлок в Купянском районе Харьковской области Украины.
Административный центр Двуречанской поселковой общины, в которую, кроме того, входят ещё 51 село и 3 посёлка.

## Географическое положение
Двуречная находится на расстоянии 162 км от Харькова на правом берегу реки Оскол в месте впадения в неё рек Верхняя Двуречная и Нижняя Двуречная. Река Нижняя Двуречная делит посёлок на две части, есть мост. На противоположном берегу реки Оскол расположены посёлок Двуречное и село Гряниковка. Вокруг посёлка небольшие лесные массивы (сосна).

## История

### До 1917
Двуречная была основана в 1660 году на территории Дикого поля как острог на Белгородской засечной линии с целью защиты населения от набегов крымских и ногайских татар.
Основателем Двуречной слободы (Двуречного городка) в низовьях р. Оскола был житель Нового Оскола «черкашенин старого выезда» Василий Бакаринский. «В 174-м году» (видимо, весной 1666 г.) он предложил свои услуги «ниже Валуйки, между Двоеречных, на татарском перелозе на реке Осколе, построить город и осадить слободы дворов тысячу». Черкас на жительство к Осколу он собирался призывать «из малороссийских городов и из-за Днепра». Этим вопросом занимался Разрядный приказ в Москве; 7 октября 1666 г. была даже записана «сказка» бывшего воеводы Белгородского полка князя Семёна Львова, который сообщил, что в связи с предложением В. Бакаринского урочища по р. Осколу осматривал валуйский воевода Иван Позняков (ЦГАДА, столбцы Белг. Ст., № 599, л.664—666). Правительство дало разрешение В. Бакаринскому на устройство нового города и приглашение черкас, но обширные планы осадчика осуществились лишь частично. В середине 70-х гг. в Двуречном проживало более 200 черкасских (казацких) семей.
В 1678 г. городок подвергся жестокому татарскому нападению. Как рассказывал позднее сотник Григорий Фёдоров, татары «к тому городку приступали», многих людей убили, многих увели в полон, «и слободы выжгли». Весной 1680 г. в Двуречном городке жителей было немного — 54 семьи русских и черкас (ЦГАДА, столбцы Белг. Ст., № 1530, л.110").
В 1681 г., по донесению атамана Никиты Силина, в городке стрельцов и пушкарей не было, гарнизон состоял из 43-х казаков и имел в своем распоряжении одну пушку и одну пищаль.
В описании городов, составленном в 1683 году, указано, что Двуречная: « …построена подле реки Оскола с правой стороны на устье речки Двуречных в той слободе построен острог всяким лесом, в том остроге 5 башен, одни проезжие ворота от речек Двуречных. И тот острог и башни огнили и обалялись.
Да от слободы Купенской построена стена новым всяким лесом острожные башни по мере вокруг и с башенными месты 115 сажень с аршином.
Около тово острогу выкопан ров в глубину полутора сажени в ширинутож ров оставлен со всех сторон дубовым лесом.
Двуречной слободы жители: атаман на коне с пищалью 1 человек. На конях с пищалью 35 человек. На коне без пищали 1 человек, без оружия 12 человек. Итого 48 человек».
По переписи слободских полков гвардии майора Хрущова 1732 г. в «местечке Двуречная подпрапорных 4, работников 3, козаков 78, соседей 2, работников 1, подпомощников 433, шинков 7».
О существовании первой церкви в Двуречной достоверно известно из документов за 1712 г., но, видимо, она существовала и раньше. Каменный храм был достроен в 1825 г. в честь Успения Божьей Матери. Значительные суммы на строительство церкви выделили протоиерей Стефан Писаревский, церковный староста дворянин Фёдор Иванович Зайцев и купянский 3-й гильдии купец, житель Двуречной, Иван Иванович Гонтарев. Старая церковь осталась стоять на старом месте. В 1835 году её купил купец И. И. Гонтарев и использовал для обжига кирпича (по закону здание церкви могло быть продано с условием использования или под церковь, или на дрова). В 1904 году была построена новая каменная звонница и пристроено правое крыло. Одним из самых известных старост, который много сделал для храма, был Фёдор Яковлевич Чалый — купянский 2-й гильдии купец, который жил в Двуречной. Он занимал этот пост с 1865 года.
Как поселение Двуречная состояла из более 30 хуторов, расположенных вдоль Оскола, Нижней и Верхней Двуречной. Так, в 1780 году в числе военных обывателей Двуречной были 1371 мужчина и 1372 женщины. Кроме того, были в Двуречной и поместья титулярного советника Ивана Ивановича Кашинцева (хут. Ивановский, где размещался деревянный дом), прапорщика Василия Ивановича Капустянского и квартирмейстера Ивана Андреевича Кувчинского. В. И. Капустянский да И. А. Кувчинский не жили в Двуречной, а сдавали свои земли в аренду.
В том же 1780 г. в Двуречной было восемь шинков, обладателями которых были двуречанские обыватели, а также восемь деревянных торговых лавок. В конце XVIII и в начале XIX века была только одна ярмарка в год — 15 августа (продолжалась 3 недели), на которую приезжали купцы из Изюма, Белгорода, Купянска и Валуек. Купцы и граждане торговали сукнами, шелковыми материями, ситцем, деревянной посудой. Из Купянского уезда жители привозили разные крестьянские изделия: телеги, колёса, вёдра, решета, сита, горшки с солёной рыбой и икрой, дёготь. Во второй половине XIX, начале XX века в Двуречной стало пять: с 1 января, с 15 августа, с 1 октября, в понедельник Пасхи и в день Сошествия Св. Духа.
В Двуречной в соответствии с малороссийскими привилегиями главным промыслом было винокурение. Горячее вино частично продавали в шинках Двуречной, а большую часть увозили на продажу в другие слободы и по ярмаркам. Кто-то из жителей торговал дегтем, мылом, свечами, сапогами, припасами, овощами. Земли здесь бедные и для земледелия использовались мало, в основном для сенокоса и для выпаса скота. Женщины занимались домашним рукоделием: пряли лён, поскань, шерсть, ткали полотно и сукна на продажу.
В начале XX века к слободе Двуречной относились несколько хуторов. Из них крупнейшие: Плескачивка, Ридкодуб, Васильцивка, Путников, Западнэ, Новосёловка, Сагунивка, Лозова, Ивановка. Хотя на плане генерального межевания с 1832 г. Двуречная изображалась без хуторов. Среди других хуторов особенно интересен хутор Сагунивка, где было имение штабс-капитана Александра Адамовича Иона. Он часто встречается в документах первой половины XIX века. В связи со своей усадьбой в слободе Двуречной. Ещё в 1806 г., будучи подпоручиком, он был награждён орденом «Св. Анны» III степени в шпаге, за бой против французов. А в 1825 г., уже находясь в отставке в чине штабс-капитана, был награждён орденом «Св. Анны» III степени за старания по службе Купянского уездного предводителя дворянства и по устройству Харьковского кадетского корпуса. В 1868 г. у его жены Н. Г. Ион в самой Двуречной была усадьба.
Купянские купцы Чалые, имели в Двуречной дворовое место, расположенное рядом с музеем. В архиве сохранился план этой усадьбы за 1868 год. Сын купчихи Марии Яковлевне Чалой — Иван Андреевич был офицером-артиллеристом на крейсере «Варяг». После Октябрьской революции он перешёл на сторону Красной Армии, работал на партийных началах в г. Енакиево, был осуждён в 1937 г. и отбывал заточение в Хабаровском крае на прииске «Туманный». Как позже вспоминал сам А. Чалый, на этом руднике рядом с ним работали Литвинов и Рокоссовский. О хозяйственной деятельности есть подтверждение факта строительства купцом Чалым на железнодорожной станции Двуречная газогенераторной мельницы, а также в имении Чалых в хуторе Фигуливка. О И. А. Чалого долго хранил память его товарищ, уроженец сл. Двуречная мичман Василий Никитович Погуляй, фотография его также сохраняется в Двуречанском музее, а известен этот офицер службой на броненосном крейсере «Потемкин». В 1907 г. В. Н. Погуляй был осуждён на каторгу.

### 1917—1991
В декабре 1917 года в Двуречной была установлена Советская власть.
В апреле 1918 года территорию уезда оккупировали наступавшие германские войска, которые оставались в этой местности до ноября 1918 года. В дальнейшем, в ходе гражданской войны, власть несколько раз менялась. После окончания боевых действий началось восстановление хозяйства.
В 1927 году в Двуречной была открыта 7-летняя школа.
В июле 1931 года началось издание местной газеты.
В ходе Великой Отечественной войны с 22-24 июня 1942 по 2 февраля 1943 года Двуречная была оккупирована немецкими войсками.
Во время войны в Двуречной размещались эвакогоспитали № 1343, 1832, 2179, 2620, 6457, 5983.
В годы войны 715 двуречанцев воевали на фронтах в рядах РККА и Советской армии; из них погибли 347 воинов; 626 из них были награждены боевыми орденами и медалями СССР. Двуречанин лётчик-разведчик В. К. Лялин «за исключительную храбрость» был удостоен звания Герой Советского Союза.
В 1960 году Двуречная получила статус посёлка городского типа.
В 1966 году население составляло 3100 человек.
В 1978 году численность населения составляла 3,6 тыс. человек, здесь действовали завод строительных материалов, комбинат бытового обслуживания, межколхозная строительная организация, райсельхозтехника, средняя школа, больница, поликлиника, Дом культуры и две библиотеки.
В январе 1989 года численность населения составляла 4807 человек.

### После 1991
После провозглашения независимости Украины Двуречная оказалась у границы с Россией, она входит в зону ответственности Харьковского пограничного отряда Восточного регионального управления ГПСУ.
В июле 1995 года Кабинет министров Украины утвердил решение о приватизации находившегося здесь совхоза.
По данным переписи 2001 года численность населения составляла 4410 человек, на 1 января 2013 года — 3812 человек.
В 2006 году в посёлке был создан профессиональный футбольный клуб «Локомотив», который был расформирован в том же году.
В 2016 году был закрыт аграрный лицей.
В марте 2022 года, в ходе российско-украинской войны, посёлок был захвачен российскими войсками.
11 сентября 2022 года был возвращен под контроль украинскими войсками. После этого неоднократно подвергался российским обстрелам: так, 5 января 2023 года был частично разрушен лицей, а 23 февраля разрушено здание администрации поселкового совета.
24/30 декабря 2024 года около посёлка ВС РФ пересекли реку Оскол в двух местах около Двуречной, успешным оказался лишь один -в районе Двуречной, где завязались тяжелые бои.

## Экономика
- Двуречанский элеватор.
- Двуречанское лесничество.
- Двуречанская районная типография.
- «Шевченкове», агрофирма, сельскохозяйственное ЧП.
- Двуречанская пищевкусовая фабрика, ЗАО.
- Охотхозяйство «Бирюк».
- Пекарня «Наш хлеб».

## Объекты социальной сферы
- Двуречанский детский сад № 2.
- Двуречанская общеобразовательная школа I—III ступеней
- Двуречанский районный дом культуры.
- Стадион.
- Автовокзал.
- Двуречанский краеведческий музей.
- Центральная районная больница.
- Двуречанский центр внешкольной работы — детские и юношеские клубы, центры досуга и творчества.
- Двуречанская детская музыкальная школа.
- Двуречанская детско-юношеская спортивная школа.
- Двуречанская районная лечебница ветеринарной медицины.

## Транспорт
Через посёлок проходит автомобильная дорога Т-2109.
На расстоянии 3 км расположена станция Двуречная на линии Купянск — Валуйки Южной железной дороги.

## Достопримечательности
- Братская могила советских воинов. Похоронено 93 воина.
- Ботанический заказник местного значения «Коробочкино». Площадь — 29,1 га. В ярах и балках правого берега реки Оскол представлена уникальная для Харьковщины растительность меловых наслоений. Редкие флора и фитоценозы, которые требуют охраны[17].

## Религия
- Церковь Успения Пресвятой Богородицы[18].

## Известные люди
- Писаревский, Пётр Степанович (1820—1871) — украинский поэт, автор бурлескных стихов и басен.
- Лялин, Василий Константинович — штурман эскадрильи 8-го отдельного авиаполка дальней разведки 8-й воздушной армии, Герой Советского Союза, уроженец Двуречной.
- Гарькавый, Алексей Дмитриевич (1902—1941) — пограничник, майор, участник советско-финской и Великой Отечественной войн, кавалер ордена Красного знамени и ордена Ленина, уроженец Двуречной.
- Виктор Иванович Герасименко — тренер основанной в 1934 году футбольной команды «Урожай» (в 1936—40 годах бывшей чемпионом Харьковской области).